# Bidenkapia
Bidenkapia is een monotypisch mosdiertjesgeslacht uit de familie van de Calloporidae en de orde Cheilostomatida. De wetenschappelijke naam ervan is in 1950 voor het eerst geldig gepubliceerd door Osburn.

## Soort
- Bidenkapia spitzbergensis (Bidenkap, 1897)

Niet geaccepteerde naam:
- Bidenkapia spitsbergensis (Bidenkap, 1897)